# Андриевский, Михаил Константинович
Михаил Константинович Андриевский (22 ноября 1922 год — 29 декабря 1998 год) — украинский советский педагог. Герой Социалистического Труда (1968). Депутат Верховного Совета СССР 9-10 созывов. Член КПСС с 1974 года; член ЦК КП Украины, делегат XXV съезда КП Украины.

## Биография
Родился 21 ноября 1922 года в городе Гадяч в семье служащего. Украинец.
В 1940 году окончил среднюю школу № 2 города Гадяча.
Участник Великой Отечественной войны 1941-1945 годов. После окончания войны продолжал службу в Советской Армии до 1948 года. Вернулся на родину. Работал пропагандистом в Гадячском райкоме ВКП(б) (1948-1951), заучем Гадячской средней школы № 2 (1951-1956), заведующим Гадячским районным отделом народного образования (1956-1960), заучем Гадячской средней школы № 1 (1960-1962). В 1956 году заочно окончил исторический факультет Харьковского педагогического института.
В 1968 году был назначен директором вновь созданной Гадячской средней школы-интерната. В школе, которой было присвоено имя Героя Советского Союза Е. П. Кочергина, был достигнут высокий уровень обучения учащихся — 13 лет не было второгодников, более половины выпускников продолжали обучение в высших и средних специальных учебных заведениях. Под его руководством во Всесоюзном социалистическом соревновании в ознаменование 50-летия СССР школа вошла в число 17 лучших школ страны и (единственная из школ-интернатов СССР) была награждена юбилейным Почётным знаком ЦК КПСС, Президиума Верховного Совета СССР, Совета Министров СССР и ВЦСПС.
Указом Президиума Верховного Совета СССР от 1 июля 1968 года за большие заслуги в деле обучения и коммунистического воспитания Андриевскому Михаилу Константиновичу присвоено звание Героя Социалистического Труда с вручением ордена Ленина и золотой медали «Серп и Молот».
Жил в городе Гадяч. Умер 29 декабря 1998 года. Похоронен в Гадяче.
Депутат Совета Национальностей Верховного Совета СССР 9-10 созыва (1974—1984). В Верховный Совет 9 созыва избран от Полтавского избирательного округа № 54 Полтавской области; член Комиссии по товарам народного потребления Совета Национальностей. В Верховный Совет 10 созыва избран от 65 избирательного округа.

## Награды
- Герой Социалистического Труда
- орден Ленина
- орден «Знак Почёта»
- медали

## Память
В Гадячской школе-интернате создана комната-музей М. К. Андриевского, на фасаде школы установлена мемориальная доска. Его именем названа одна из улиц города Гадяча. В Гадяче ежегодно проводится турнир по боксу, посвященный памяти М. К. Андриевского.